# Liste der Tomatensorten/V
Erläuterungen und Quellen: Siehe Hauptartikel!
| Tomatensorte                                  | Bild | Beschreibung | Quellen                                  |
| --------------------------------------------- | ---- | --- | ---------------------------------------- |
| V 121                                         |      | | g, h                                     |
| V 3                                           |      | Züchter: Hazera Genetics | j, o                                     |
| V 323                                         |      | Züchter: Vilmorin Sa (Fr) | j                                        |
| V 355                                         |      | | j                                        |
| V 404                                         |      | Züchter: Vilmorin S.A. (Fr) | j, o                                     |
| V 473                                         |      | | g, h                                     |
| V 6245                                        |      | | j                                        |
| V Red Top 9                                   |      | | g, h                                     |
| V. Boguslawski Tobona                         |      | | g, h                                     |
| V. R. Moscow                                  |      | | c, d                                     |
| V1                                            |      | Züchter: Hazera Genetics | j, o                                     |
| Vabel                                         |      | Züchter: Clause Semences Sa (Fr) | j                                        |
| Vacetto                                       |      | Züchter: Rijk Zwaan Zaadteelt En Zaadhandel B.V. | j, o                                     |
| Vagabund                                      |      | | g, h                                     |
| Vagos                                         |      | | j                                        |
| Vah Tan (oder: Homeland)                      |      | | g, h                                     |
| Vahle Leader                                  |      | | c, g, h                                  |
| Vaisa                                         |      | Züchter: Lietuvos Agrariniu Ir Mišku Mokslu Centro Filialas Sodininkystes Ir Daržininkystes Institutas | j                                        |
| Vak R                                         |      | | g, h                                     |
| Val                                           |      | Züchter: Semenarna Ljubljana (Si) | c, j, o                                  |
| Val's                                         |      | Züchter: Ignatova Svetlana Ilyinichna, Gorshkova Nina Sergeevna, Tereshonkova Tatiyana Arkadievna | j                                        |
| Val's Black Striped                           |      | | c, d                                     |
| Val's Black Striped Ribbed                    |      | | c, d                                     |
| Val's Green Striped                           |      | | c, d                                     |
| Val's Red Nibbler                             |      | | c, d, f                                  |
| Valbel                                        |      | Züchter: Vilmorin Sa (Fr) | j                                        |
| Valbonne                                      |      | Züchter: Graines Gautier Sa (Fr) | j                                        |
| Valday                                        |      | | j, o                                     |
| Valday F1                                     |      | | j                                        |
| Valderrama                                    |      | Züchter: Rijk Zwaan Zaadteelt En Zaadhandel B.V. | j, o                                     |
| Valdeza                                       |      | | c, j, o                                  |
| Valdeza F1                                    |      | | d                                        |
| Valdo                                         |      | | c, d, j                                  |
| Valena Pink                                   |      | | c, d                                     |
| Valencia                                      |      | | c, d, f, g, h, j, k, n, o                |
| Valenciano                                    |      | | c, g, h, j                               |
| Valentin                                      |      | | j                                        |
| Valentina                                     |      | Züchter: Zhidkova Valentina Andreevna, Mihed Valentina Stepanovna, Altuhov Yurij Petrovich, Arhipova Tatiyana Petrovna                                                                                              | d, j                                     |
| Valentinka                                    |      | Züchter: Morev Viktor Vasilievich, Amcheslavskaya Elena Valentinovna, Degovtsova Tatiyana Vladimirovna, Volok Olga Anatolievna, Gavrish Vladimir Fedorovich                                                         | j                                        |
| Valentino                                     |      | Züchter: Zeta Seeds, S.L. | j                                        |
| Valeria                                       |      | Züchter: Nirit Seeds Ltd. | j, o                                     |
| Valerian                                      |      | | c, d                                     |
| Valerie                                       |      | | j                                        |
| Valet                                         |      | Züchter: Gavrish Sergej Fedorovich, Morev Viktor Vasilievich, Amcheslavskaya Elena Valentinovna, Volok Olga Anatolievna, Korol Valentin Grigorievich, Gavrish Fedor Sergeevich                                      | j                                        |
| Valiant                                       |      | Züchter: Rijk Zwaan Zaadteelt En Zaadhandel Bv (Nl) | c, d, e, g, h, j                         |
| Valiant 73 574 Rz                             |      | | j                                        |
| Valida                                        |      | | g, h                                     |
| Valido                                        |      | | j                                        |
| Valiente                                      |      | | j                                        |
| Valina                                        |      | Züchter: Institut National De La Recherche Agronomique (Fr) | j                                        |
| Valino                                        |      | | j                                        |
| Valit                                         |      | | j                                        |
| Valkirias                                     |      | Züchter: Syngenta Crop Protection Ag | j, o                                     |
| Valkyrie                                      |      | Züchter: Enza Zaden Beheer B.V. | j                                        |
| Vallenzia                                     |      | | n                                        |
| Valletto                                      |      | | j, o                                     |
| Valley                                        |      | Züchter: Zeta Seeds S.L. | j                                        |
| Valley Girl                                   |      | | c, d                                     |
| Vallin Orange                                 |      | | c, d                                     |
| Vallivo                                       |      | Züchter: Le Due Valli S.R.L. | j                                        |
| Valmayor                                      |      | Züchter: Rijk Zwaan Zaadteelt En Zaadhandel B.V. | j                                        |
| Valmoral                                      |      | Züchter: Seminis Veget.Seeds Inc | j, o                                     |
| Valoasis                                      |      | Züchter: Rijk Zwaan Zaadteelt En Zaadhandel B.V. | j                                        |
| Valor                                         |      | | j                                        |
| Valorana                                      |      | | c, d                                     |
| Valouro                                       |      | | j                                        |
| Valpeel                                       |      | Züchter: Graines Gautier Sa (Fr) | j                                        |
| Valrosal                                      |      | Züchter: Rijk Zwaan Zaadteelt En Zaadhandel B.V. | j                                        |
| Valsain                                       |      | Züchter: Semillas Fito, S.A. | j, o                                     |
| Valser                                        |      | Züchter: Semillas Fito, S.A. | j, o                                     |
| Valtaro                                       |      | | j                                        |
| Value                                         |      | | j                                        |
| Valuta                                        |      | | d                                        |
| Valve                                         |      | Züchter: Maia Raudseping 80%, Kase 3, 48309 Jõgeva Alevik, Valve Jaagus 20% (Surnud) | j, o                                     |
| Valya                                         |      | Züchter: Lukiyanenko Anatolij Nikitovich, Dubinin Sergej Vladimirovich, Dubinina Irina Nikolaevna | j                                        |
| Valyutnyj                                     |      | Züchter: Dederko Vladimir Nikolaevich, Postnikova Olga Valentinovna | j                                        |
| Vamos                                         |      | Züchter: Eugen Seed S.R.L. | j                                        |
| Van Wert Ohio                                 |      | | c, d                                     |
| Vancouver Marmot                              |      | | c, d                                     |
| Vandos                                        |      | | j                                        |
| Vandy                                         |      | Züchter: Ramiro Arnedo, S.A. | j                                        |
| Vanessa                                       |      | | a, c, j                                  |
| Vanity                                        |      | Züchter: Zeta Seeds, S.L. | j, o                                     |
| Vano                                          |      | Züchter: Panchev Yurij Ivanovich, Panchev Yurij Yurievich | j                                        |
| Vantage                                       |      | | g, h                                     |
| Vanya                                         |      | Züchter: Monahos Grigorij Fedorovich, Din' Suan Tu | j                                        |
| Vaquero                                       |      | Züchter: Clause - Tezier (Fr) | j                                        |
| Varajaste Kuninganna                          |      | | k                                        |
| Varda                                         |      | | j                                        |
| Vardisperi                                    |      | | g, h                                     |
| Vardit                                        |      | Züchter: Hebrew Uni/Hazera | j                                        |
| Varela                                        |      | Züchter: Enza Zaden Beheer B.V. | j                                        |
| Varen                                         |      | | j                                        |
| Varenblad (oder: Varen Blad)                  |      | | b, c, d                                  |
| Varenne                                       |      | Züchter: Peotec Seeds Srl | j                                        |
| Varga                                         |      | | j                                        |
| Varia                                         |      | | g, h                                     |
| Varia/Decolorata                              |      | | g, h                                     |
| Varia/Virgata                                 |      | | g, h                                     |
| Variabilis                                    |      | | g, h                                     |
| Variant                                       |      | | j                                        |
| Varianto                                      |      | | j                                        |
| Varida                                        |      | | g, h                                     |
| Variegated                                    |      | | c, d                                     |
| Varon                                         |      | Züchter: Diamond Seeds, S.L. | j                                        |
| Varshavyanka                                  |      | Züchter: Kachajnik Vladimir Georgievich, Gul'Kin Mihail Nikolaevich, Karmanova Olga Alekseevna, Matyunina Svetlana Vladimirovna                                                                                     | j                                        |
| Varsovia                                      |      | Züchter: Wladyslaw Kuszyk | c, g, h, j                               |
| Varto                                         |      | Züchter: Pille Sooväli 50%, Kaljo Kask 30%, Maia Raudseping 20% | j, o                                     |
| Varvara                                       |      | Züchter: Andreeva Evgeniya Nikolaevna, Nazina Sofiya Luisovna, Bogdanov Kirill Borisovich, Ushakova Mariya Ivanovna                                                                                                 | j                                        |
| Varyag                                        |      | Züchter: Sedyakov Mihail Valeriyanovich, Kuznetsova Olga Alekseevna | j                                        |
| Vasanta                                       |      | Züchter: Rijk Zwaan Zaadteelt En Zaadhandel B.V. | j                                        |
| Vasari                                        |      | Züchter: Eugen Seed S.R.L. | j                                        |
| Vasco                                         |      | | j                                        |
| Vashe Velichestvo                             |      | Züchter: Kudryavtseva Galina Aleksandrovna, Fotev Yurij Valentinovich, Altunina Lyubov' Petrovna, Gorbunov Aleksej Borisovich, Kotel'Nikova Marina Aleksandrovna, Kondakov Sergej Nikolaevich                       | j                                        |
| Vasilevna                                     |      | Züchter: Npf Too Ilinichna, 141018, Moskovskaia Obl., Mytishchi 18, A/Ia 24 Russia | j, o                                     |
| Vasilich                                      |      | Züchter: Tarasov Yurij Dmitrievich | j                                        |
| Vasilievna                                    |      | Züchter: Ignatova Svetlana Ilyinichna, Gorshkova Nina Sergeevna | j                                        |
| Vasilina                                      |      | Züchter: Kashnova Elena Vasilievna, Vysochin Vasilij Grigorievich, Sirota Elena Gennadievna, Svidovskaya Nataliya Nikolaevna, Andreeva Nadezhda Nikolaevna, Sirota Sergej Mihajlovich, Gavrikova Nina Aleksandrovna | c, j                                     |
| Vasto                                         |      | | j                                        |
| Vasya-Vasilek                                 |      | Züchter: Dederko Vladimir Nikolaevich, Postnikova Olga Valentinovna | c, d, j                                  |
| Vasylivna F1                                  |      | | j, o                                     |
| Vatan                                         |      | | g, h                                     |
| Vater Rhein                                   |      | | f, g, h                                  |
| Vaters Himbeerrote                            |      | | n                                        |
| Vatikantomate Giovanni                        |      | | n                                        |
| Vatikantomate Vor                             |      | | n                                        |
| Vazhnaya Persona                              |      | Züchter: Myazina Lyubov' Anatolievna | j                                        |
| Vb Russia                                     |      | | c, d, e, g, h                            |
| Vdohnovenie                                   |      | Züchter: Ignatova Svetlana Ilyinichna, Gorshkova Nina Sergeevna, Tereshonkova Tatiyana Arkadievna | j                                        |
| Vecchio                                       |      | Züchter: Royal Sluis Vegetables Bv (Nl) | j                                        |
| Veccia Maremma                                |      | | c                                        |
| Vechnji Zov                                   |      | | c, d                                     |
| Vechnyj Zov                                   |      | Züchter: Dederko Vladimir Nikolaevich, Postnikova Olga Valentinovna | j                                        |
| Vector                                        |      | Züchter: Isi Sementi Spa | j                                        |
| Vectra                                        |      | Züchter: Dutch American Plantbreeders Corp. | j                                        |
| Vedetta                                       |      | Züchter: Enza Zaden (Nl) | j                                        |
| Vedettos                                      |      | | j                                        |
| Veebrite                                      |      | | g, h                                     |
| Veecrop                                       |      | | g, h                                     |
| Veemore                                       |      | | g, h                                     |
| Veepick                                       |      | | g, h                                     |
| Veepro                                        |      | | c, d, g, h                               |
| Veeroma                                       |      | | g, h                                     |
| Vegadura                                      |      | | j                                        |
| Vegalta                                       |      | | j                                        |
| Vegas                                         |      | Züchter: Isi Sementi Spa | j                                        |
| Vegaspeso                                     |      | | j                                        |
| Veglia                                        |      | Züchter: Rijk Zwaan Zaadteelt En Zaadhandel Bv (Nl) | j                                        |
| Veglia Rz                                     |      | | j                                        |
| Vela                                          |      | Züchter: Neuman Seed International (Us) | j                                        |
| Véla                                          |      | | j                                        |
| Velasco                                       |      | Züchter: Enza Zaden B.V. | j, o                                     |
| Velikij Voin                                  |      | Züchter: Ugarova Svetlana Viktorovna, Dederko Vladimir Nikolaevich, Postnikova Olga Valentinovna | j                                        |
| Velikiy Voin                                  |      | | d                                        |
| Velkon                                        |      | | j                                        |
| Velmozha (oder: Vel Mozha)                    |      | Züchter: Gubko Valentina Nikolaevna, Zalivakina Valentina Fedorovna, Kamanin Andrej Aleksandrovich | d, j                                     |
| Veloce                                        |      | Züchter: Vilmorin S.A. | j                                        |
| Velocity                                      |      | Züchter: Enza Zaden (Nl) | j                                        |
| Velox                                         |      | | j, o                                     |
| Veloz                                         |      | Züchter: Monsanto Holland B.V. | j, o                                     |
| Velue Striée                                  |      | | c, e, g, h, d                            |
| Velutina                                      |      | | g, h                                     |
| Velvet                                        |      | Züchter: Syngenta Seeds B.V. | j                                        |
| Velvet Red                                    |      | | c, d, e                                  |
| Vemar                                         |      | Züchter: Les Graines Caillard Sa (Fr) | j                                        |
| Vemone                                        |      | Züchter: Les Graines Caillard | j, o                                     |
| Vemone Tm                                     |      | | j                                        |
| Vemores                                       |      | | j                                        |
| Vencal                                        |      | | g, h                                     |
| Vencedor                                      |      | | j                                        |
| Vendee                                        |      | | j, o                                     |
| Vendor                                        |      | | c, d, g, h                               |
| Venera                                        |      | Züchter: Lukiyanenko Anatolij Nikitovich, Dubinin Sergej Vladimirovich, Dubinina Irina Nikolaevna | j, o                                     |
| Venet                                         |      | | j, o                                     |
| Veneta                                        |      | | j                                        |
| Venets                                        |      | | j                                        |
| Venetta                                       |      | | c, g, h                                  |
| Venezia                                       |      | | j                                        |
| Veni Vidi Vici                                |      | | b, c, e, g, h, n                         |
| Venice                                        |      | | j                                        |
| Venico                                        |      | | j                                        |
| Venise                                        |      | | j                                        |
| Veno                                          |      | | g, h                                     |
| Venosa                                        |      | | g, h                                     |
| Ventero                                       |      | Züchter: De Ruiter Seeds Nl B.V. | j                                        |
| Vento                                         |      | Züchter: Enza Zaden Beheer B.V. | j, o                                     |
| Ventura                                       |      | | c, g, h, j                               |
| Ventura Fr                                    |      | | j                                        |
| Venture                                       |      | | g, h                                     |
| Venture Zif                                   |      | Züchter: Plantico Hodowla I Nasiennictwo Ogrodnicze Zielonki Sp. Z O.O. | j                                        |
| Venus                                         |      | Züchter: L. Daehnfeldt A/S | c, d, e, f, g, h, j                      |
| Venusbrüstchen (oder: Pomodorini Del Pianolo) |      | | c, n                                     |
| Venya                                         |      | Züchter: Muzhilko Viktor Valentinovich, Tarasov Yurij Dmitrievich | j                                        |
| Vera                                          |      | Züchter: Nazarenko Raisa Isaevna, Chvyr' Nadezhda Ivanovna | g, h, j                                  |
| Vera Pepper                                   |      | | c                                        |
| Vera Tomato Pepper                            |      | | d                                        |
| Verace                                        |      | Züchter: Magnum Seeds, Inc. | j, o                                     |
| Veracruzano                                   |      | | c, d                                     |
| Verano                                        |      | Züchter: Les Graines Caillard Sa (Fr) | j                                        |
| Veras                                         |      | Züchter: Semillas Fito, S.A. | j, o                                     |
| Veras Paradeiser                              |      | | b, c, d, e, g, h                         |
| Vercor                                        |      | Züchter: Clause Semences Sa (Fr) | j                                        |
| Vercy                                         |      | | j                                        |
| Verde Claro                                   |      | | c, d                                     |
| Verde Rallado                                 |      | | c, d                                     |
| Verdejo                                       |      | Züchter: De Ruiter Seeds | j, o                                     |
| Verdes                                        |      | | c, d, n                                  |
| Verdi                                         |      | Züchter: Semillas Fito, S.A. | j, o                                     |
| Verdi Di Sardegna                             |      | | c                                        |
| Verdiana                                      |      | Züchter: Hazera Genet./Yissum Rese | j, o                                     |
| Verdinio                                      |      | Züchter: S.A.I.S. Societá Agricola Italiana Sementi | j, o                                     |
| Verdon                                        |      | | j                                        |
| Verdone                                       |      | Züchter: Hazera Genetics | j, o                                     |
| Verdoun                                       |      | Züchter: Nirit Seeds Limited | j                                        |
| Verduro                                       |      | Züchter: Olter Srl | j                                        |
| Verdyal                                       |      | Züchter: Semillas Fito, S.A. | j, o                                     |
| Vered                                         |      | Züchter: Zeraim Gedera Ltd (Il) | j                                        |
| Vereya                                        |      | Züchter: Ignatova Svetlana Ilyinichna, Gorshkova Nina Sergeevna | j                                        |
| Vergel                                        |      | | j                                        |
| Verige                                        |      | Züchter: Alekseev Yurij Borisovich | j                                        |
| Verin                                         |      | Züchter: Enza Zaden B.V. | j, o                                     |
| Verín                                         |      | | j                                        |
| Veritabil                                     |      | | j                                        |
| Verity                                        |      | Züchter: Syngenta Seeds Bv (Nl) | j                                        |
| Verlenza                                      |      | Züchter: Enza Zaden Beheer B.V. | j                                        |
| Verlioka                                      |      | Züchter: Ovoshchnaia Opytnaia Stantsiia Tskha Im. V.I.Edelshtejna, 127550, G.Moskva, Ul.Pasechnaia, 5, Russia | j, o                                     |
| Verlioka Plyus                                |      | Züchter: Gavrish Sergej Fedorovich, Morev Viktor Vasilievich, Amcheslavskaya Elena Valentinovna, Volok Olga Anatolievna                                                                                             | j                                        |
| Vermilion                                     |      | | j                                        |
| Vermillion                                    |      | | c                                        |
| Vermoni                                       |      | Züchter: Enza Zaden Beheer B.V. | j                                        |
| Verna Orange                                  |      | Züchter: Domaine Public (Fr) | c, d, e, j, k, m                         |
| Vernal                                        |      | | j                                        |
| Verner                                        |      | Züchter: Gladkov Dmitrij Sergeevich | j                                        |
| Vernisazh                                     |      | Züchter: Ignatova Svetlana Ilyinichna, Gorshkova Nina Sergeevna, Tereshonkova Tatiyana Arkadievna | j                                        |
| Vernisazh Chernyi                             |      | | d                                        |
| Vernisazh Rozovyi                             |      | | d                                        |
| Vernisazh Zelenyi                             |      | | d                                        |
| Vernisazh Zheltyi                             |      | | d                                        |
| Vernoe Serdtse                                |      | Züchter: Nastenko Nataliya Viktorovna, Kachajnik Vladimir Georgievich, Gul'Kin Mihail Nikolaevich | j                                        |
| Vernon                                        |      | | j                                        |
| Vernost                                       |      | Züchter: Panchev Yurij Ivanovich | j                                        |
| Verodena                                      |      | | j                                        |
| Verona                                        |      | Züchter: Seminis Veget.Seeds Inc | j, o                                     |
| Veronais                                      |      | Züchter: Seedcross Inc. | j                                        |
| Veronica                                      |      | Züchter: S.A.I.S. Societá Agricola Italiana Sementi | j                                        |
| Versailles                                    |      | Züchter: Syngenta Participations Ag | j                                        |
| Versalles                                     |      | Züchter: Syngenta Participations Ag | j                                        |
| Versavija 256                                 |      | | g, h                                     |
| Vershok                                       |      | Züchter: Ignatova Svetlana Ilyinichna, Gorshkova Nina Sergeevna, Tereshonkova Tatiyana Arkadievna | j                                        |
| Versicolor                                    |      | | g, h                                     |
| Versiformis                                   |      | | g, h                                     |
| Versus                                        |      | | j, o                                     |
| Verte Polonaise                               |      | | d                                        |
| Vertigo                                       |      | Züchter: Isi Sementi Spa | j                                        |
| Vertores                                      |      | | j                                        |
| Vertu                                         |      | | j                                        |
| Verty                                         |      | Züchter: Multi Tohum San. Tic. A.S. | j                                        |
| Verty Mt6030                                  |      | | j                                        |
| Vertyco                                       |      | Züchter: Gautier Semences S.A.S. | j, o                                     |
| Verunko                                       |      | | j                                        |
| Veselaya Sosedka                              |      | Züchter: Gavrish Sergej Fedorovich, Morev Viktor Vasilievich, Amcheslavskaya Elena Valentinovna, Degovtsova Tatiyana Vladimirovna, Volok Olga Anatolievna                                                           | j                                        |
| Veselyj Gnom                                  |      | Züchter: Myazina Lyubov' Anatolievna | j                                        |
| Veselyj Sosed                                 |      | Züchter: Gavrish Sergej Fedorovich, Morev Viktor Vasilievich, Amcheslavskaya Elena Valentinovna, Degovtsova Tatiyana Vladimirovna, Volok Olga Anatolievna, Vasilieva Margarita Yurievna                             | j                                        |
| Vesenij Mitschurin                            |      | | c, d, e, f, g, h                         |
| Vesennij Horovod                              |      | Züchter: Dederko Vladimir Nikolaevich, Postnikova Olga Valentinovna | j                                        |
| Vesennij Micurinski                           |      | | n                                        |
| Vesennyaya Radost                             |      | Züchter: Dederko Vladimir Nikolaevich, Postnikova Olga Valentinovna | j                                        |
| Vesna                                         |      | Züchter: Botyaeva Galina Viktorovna, Dederko Vladimir Nikolaevich | j, o                                     |
| Vesna Severa                                  |      | Züchter: Lukiyanenko Anatolij Nikitovich, Dubinin Sergej Vladimirovich, Dubinina Irina Nikolaevna | j                                        |
| Vesper                                        |      | Züchter: Johnny's Selected Seeds | j                                        |
| Vespolino                                     |      | Züchter: Enza Zaden Beheer B.V. | j                                        |
| Vespro                                        |      | | j                                        |
| Vesta                                         |      | Züchter: Agapov Aleksandr Stepanovich, Alpatiev Aleksandr Vasilievich, Skvortsova Rufina Vasilievna, Kondratieva Irina Yurievna                                                                                     | j                                        |
| Vesuvio                                       |      | | c, j, o                                  |
| Vesuvius                                      |      | Züchter: Enza Zaden Beheer B.V. | j, o                                     |
| Vesy (oder: Libra)                            |      | | d                                        |
| Veter                                         |      | | j                                        |
| Vetomold                                      |      | | g, h                                     |
| Vezha                                         |      | Züchter: Respublikanskoe Nauchno Proizvodstvennoe Dochernee, Unitarnoe Predpriiatie Institut Ovoshchevodstva, 220028, G.Minsk, Ul.Maiakovskogo, 127A, Belarus                                                       | c, d, e, g, h, j, o                      |
| Vezunchik                                     |      | Züchter: Nastenko Nataliya Viktorovna, Kachajnik Vladimir Georgievich, Kandoba Aleksej Viktorovich | j                                        |
| Vf 10                                         |      | | j                                        |
| Vf 145 B 7879                                 |      | | j                                        |
| Vf 198                                        |      | Züchter: Ferry Morse | j                                        |
| Vf 9209                                       |      | Züchter: Ferry Morse Seedd Co | j, o                                     |
| Vfn 8                                         |      | Züchter: Ferry Morse | j                                        |
| Vfn Bush                                      |      | | j                                        |
| Viagra                                        |      | Züchter: Gavrish Sergej Fedorovich, Morev Viktor Vasilievich, Amcheslavskaya Elena Valentinovna, Volok Olga Anatolievna, Nesterovich Arkadij Nikolaevich                                                            | c, f, j                                  |
| Vialli                                        |      | Züchter: Enza Zaden Beheer B.V. | j, o                                     |
| Viar                                          |      | Züchter: Seminis Veget.Seeds Inc | j, o                                     |
| Viardo                                        |      | Züchter: Gavrish Sergej Fedorovich, Morev Viktor Vasilievich, Amcheslavskaya Elena Valentinovna, Degovtsova Tatiyana Vladimirovna, Volok Olga Anatolievna, Gavrish Fedor Sergeevich                                 | j                                        |
| Vibelco                                       |      | | j                                        |
| Vibrance                                      |      | Züchter: Monsanto Vegetable Ip Management B.V. | j                                        |
| Vicar                                         |      | Züchter: Nunza Bv | j, o                                     |
| Vicente                                       |      | | j                                        |
| Vicky                                         |      | Züchter: Esasem Spa | j                                        |
| Vicky Desiree                                 |      | Züchter: Firma Grünewald | j                                        |
| Vicores                                       |      | | j                                        |
| Victor                                        |      | Züchter: Clause Semences Sa (Fr) | c, d, j                                  |
| Victor Vissotskij                             |      | | c                                        |
| Victoria                                      |      | Züchter: F.A.Hebrew Uni-B.Gurion | c, d, j                                  |
| Victoria Fca                                  |      | | j                                        |
| Victoria Supreme                              |      | | c, d                                     |
| Victorian Dwarf                               |      | | c, d                                     |
| Victorian Dwarf No. 1                         |      | | d                                        |
| Victories                                     |      | Züchter: Nunhems B.V. | j                                        |
| Victorina                                     |      | | j, o                                     |
| Victorio                                      |      | Züchter: Syngenta Seeds B.V. | j                                        |
| Victory                                       |      | | c, d, f, g, h                            |
| Victory Ty                                    |      | | j                                        |
| Vidal                                         |      | Züchter: Isi Sementi Spa | j                                        |
| Vidar                                         |      | | j                                        |
| Vidoje's Surprise                             |      | | c, d                                     |
| Viela                                         |      | Züchter: Intersemillas | j                                        |
| Vielfältige                                   |      | | c, n                                     |
| Vienna                                        |      | Züchter: Rijk Zwaan Zaadteelt En Zaadhandel B.V. | j                                        |
| Vierländer Krause                             |      | | c, n                                     |
| Vierländer Mit Der Nase                       |      | | c, f                                     |
| Vierländer Orange Dattel                      |      | | f                                        |
| Vierländer Paprika Cherry                     |      | | f                                        |
| Vierländer Platte                             |      | | g                                        |
| Vierländer Plattrunde                         |      | | c                                        |
| Vierländer Romanello                          |      | | f                                        |
| Vieta                                         |      | | g, h                                     |
| Viga                                          |      | Züchter: Vilmorin Sa (Fr) | j                                        |
| Vigne Grimpante                               |      | | c                                        |
| Vigomax                                       |      | | j, o                                     |
| Vihren                                        |      | Züchter: Boris V. Milkov, Violeta G. Sotirova, Liliya I. Krasteva, Dobra G. Popova | j                                        |
| Vijay                                         |      | Züchter: Namdhari Seeds Pvt Ltd. | j                                        |
| Viki                                          |      | Züchter: J. Danailov, H. Georgiev | j                                        |
| Viking                                        |      | Züchter: Kondratieva Irina Yurievna, L'Vova Alina Yurievna, Ahmedova Bade Abdulovna | j                                        |
| Vikont                                        |      | Züchter: Motov Viktor Mihajlovich, Vlasova E'Leonora Alekseevna | j                                        |
| Viktor                                        |      | Züchter: H.S.Heinz Company | g, h, j                                  |
| Viktorina                                     |      | | c, d, j, k                               |
| Viktoriya                                     |      | Züchter: Ignatova Svetlana Ilyinichna, Gorshkova Nina Sergeevna, Tereshonkova Tatiyana Arkadievna | j                                        |
| Viktoriya Tmc5Fpn                             |      | Züchter: Milko Y. Stoyanov, Lilyana I. Stamova | j                                        |
| Vilano W 404                                  |      | Züchter: Western Seed Company | j, o                                     |
| Vilina                                        |      | Züchter: Respublikanskoe Nauchno Proizvodstvennoe Dochernee, Unitarnoe Predpriiatie Institut Ovoshchevodstva, 220028, G.Minsk, Ul.Maiakovskogo, 127A, Belarus                                                       | d, g, h, j, o                            |
| Vilipan                                       |      | | c                                        |
| Vilipan 3                                     |      | | n                                        |
| Vilja                                         |      | Züchter: Valve Jaagus 80%, Maia Raudseping 20% | j, o                                     |
| Vilma                                         |      | Züchter: Moravoseed, Cz | a, f, c, j, l, o                         |
| Vilms                                         |      | | c, d                                     |
| Vilnius                                       |      | Züchter: Asgrow Seed Company (Us)/Bruinsma (Nl) | j                                        |
| Viltis                                        |      | Züchter: Lietuvos Agrariniu Ir Mišku Mokslu Centro Filialas Sodininkystes Ir Daržininkystes Institutas | c, j, o                                  |
| Vimeiro                                       |      | Züchter: Semillas Fitó S.A. | j, o                                     |
| Vimoso                                        |      | Züchter: Rijk Zwaan Zaadteelt En Zaadhandel B.V. | j, o                                     |
| Vince's Own                                   |      | | c, d                                     |
| Vincent                                       |      | | c, d, j                                  |
| Vincent's White                               |      | | c, d                                     |
| Vinchy                                        |      | Züchter: Rijk Zwaan Z.Z. B.V. | j, o                                     |
| Vine Like                                     |      | | g, h                                     |
| Vineland                                      |      | | g, h                                     |
| Vineripe Vfn                                  |      | | j                                        |
| Vinicio                                       |      | Züchter: Enza Zaden Beheer B.V. | j, o                                     |
| Vining Tree, Rogers                           |      | | c, d                                     |
| Vinitage Wine                                 |      | | m                                        |
| Vinnaya Bukhta                                |      | | c, d                                     |
| Vinorex                                       |      | | j                                        |
| Vinson Watts                                  |      | | c, d, e, k                               |
| Vintage Wine                                  |      | Reifezeit: 85 Tage. Züchter: Domaine Public (Fr) | c, d, f, g, h, i (31. August 2016), j, k |
| Viola                                         |      | Züchter: Hazera Genetics | j, o                                     |
| Violacea                                      |      | | g, h                                     |
| Violaceum                                     |      | | c                                        |
| Violaceum Altaisky                            |      | | c, d                                     |
| Violaceum Krypni-Rozo                         |      | | d                                        |
| Violet Jasper                                 |      | | c, d, e, f                               |
| Violette Aus Rußland                          |      | | c                                        |
| Violette Fleischtomate                        |      | | m                                        |
| Violette Kirsche                              |      | | f                                        |
| Violin                                        |      | Züchter: De Ruiter Seeds | j, o                                     |
| Viorica                                       |      | | j                                        |
| Vip                                           |      | Züchter: Petoseed Co.Inc. | j                                        |
| Viper                                         |      | | j                                        |
| Vipon                                         |      | | j                                        |
| Vìra                                          |      | | j                                        |
| Viraje                                        |      | Züchter: Ferry Morse | j, o                                     |
| Virase                                        |      | | j                                        |
| Virazh                                        |      | Züchter: Ignatova Svetlana Ilyinichna, Gorshkova Nina Sergeevna, Moskvicheva Vera Timofeevna, Kvasnikov Boris Vasilievich, Izvekova Lyudmila Ivanovna, Podyapol'Skaya Tatiyana Sergeevna                            | j                                        |
| Virena                                        |      | Züchter: Seminis Veget.Seeds Inc | j                                        |
| Viresto                                       |      | | j                                        |
| Viresto Super                                 |      | | j                                        |
| Viresto Tmcf                                  |      | | j                                        |
| Virgatula                                     |      | | g, h                                     |
| Virgilio                                      |      | Züchter: Clause - Tezier (Fr) | j                                        |
| Virginia                                      |      | | a, g, h, j                               |
| Virginia F1                                   |      | | c                                        |
| Virginia Sweets                               |      | | c, d, e, f                               |
| Virginie                                      |      | Züchter: Clause Semences Sa (Fr) | j                                        |
| Virgo                                         |      | | c, d, j                                  |
| Virgulta                                      |      | | g, h                                     |
| Viriato                                       |      | | j                                        |
| Viridis                                       |      | | g, h                                     |
| Viridula                                      |      | | g, h                                     |
| Virna                                         |      | Züchter: Vilmorin Sa (Fr) | j                                        |
| Virno                                         |      | | j                                        |
| Virnova                                       |      | | j                                        |
| Virnuva                                       |      | | j                                        |
| Viro                                          |      | | j                                        |
| Virocross                                     |      | | g, h                                     |
| Vironal                                       |      | | j                                        |
| Virosa                                        |      | Züchter: De Enkhuizer Zaadhandel Bv, Nl-1600 Aa Enkhuizen | j, o                                     |
| Virosol                                       |      | | j                                        |
| Virovekij Skorospelyj                         |      | | g, h                                     |
| Virowskij                                     |      | | c                                        |
| Virtel                                        |      | Züchter: Pioneer Hi-Bred International Inc | j, o                                     |
| Virtona                                       |      | | j                                        |
| Virtuoz                                       |      | Züchter: Gavrish Sergej Fedorovich, Morev Viktor Vasilievich, Amcheslavskaya Elena Valentinovna, Volok Olga Anatolievna                                                                                             | j                                        |
| Virtus                                        |      | Züchter: Eduardo Sobrino Illescas | j, o                                     |
| Vis                                           |      | | j                                        |
| Visa                                          |      | Züchter: Valve Jaagus 80%, Ivi Oja 5%, Leida Kask 5%, Kaljo Kask 5%, Jaan Sarv 5% | j, k, o                                  |
| Viscomech                                     |      | | j, o                                     |
| Visconti                                      |      | Züchter: Clause (Fr) | j, o                                     |
| Viscount                                      |      | | g, h                                     |
| Viscri                                        |      | | n                                        |
| Vishenka Chernaya                             |      | Züchter: Andreeva Evgeniya Nikolaevna, Nazina Sofiya Luisovna, Ushakova Mariya Ivanovna, Andreeva Anzhelika Nikolaevna                                                                                              | j                                        |
| Vishenka Krasnaya                             |      | | d                                        |
| Vishenka Rozovaya                             |      | Züchter: Andreeva Evgeniya Nikolaevna, Nazina Sofiya Luisovna, Ushakova Mariya Ivanovna, Andreeva Anzhelika Nikolaevna                                                                                              | j                                        |
| Vishenka Zheltaya                             |      | | d                                        |
| Vishnya Korolevskaya                          |      | Züchter: Myazina Lyubov' Anatolievna, Kudryavtseva Elizaveta Romanovna | j                                        |
| Vishnya Krasnaya                              |      | Züchter: Gavrish Sergej Fedorovich, Morev Viktor Vasilievich, Amcheslavskaya Elena Valentinovna | j                                        |
| Vishnya Zheltaya                              |      | Züchter: Gavrish Sergej Fedorovich, Morev Viktor Vasilievich, Amcheslavskaya Elena Valentinovna | j                                        |
| Vision                                        |      | Züchter: De Enkhuizer Zaadhandel Bv, Nl-1600 Aa Enkhuizen | a, j, o                                  |
| Visitation Valley                             |      | | c, d                                     |
| Viso                                          |      | | j                                        |
| Vispo                                         |      | | j, o                                     |
| Vista                                         |      | Züchter: Asgrow Seed Co., | j                                        |
| Vista Volunteer                               |      | | e, g, h                                  |
| Vistola                                       |      | | j                                        |
| Visur                                         |      | Züchter: De Ruiter Seeds | j, o                                     |
| Vit 98                                        |      | | j                                        |
| Vita                                          |      | | j                                        |
| Vita 29                                       |      | | c, d                                     |
| Vita Gold                                     |      | | c, d                                     |
| Vitador                                       |      | Züchter: Bruinsma Seeds B.V. | j                                        |
| Vitador F1                                    |      | | c                                        |
| Vital                                         |      | Züchter: Seminis Veget.Seeds Inc | j, o                                     |
| Vitala                                        |      | | j                                        |
| Vitalfort                                     |      | Züchter: Monsanto Vegetable Ip Management B.V. | j, o                                     |
| Vitalia                                       |      | | j                                        |
| Vitaliana                                     |      | | j                                        |
| Vitamin (oder: Vitamina)                      |      | | c, g, h, j                               |
| Vitamore                                      |      | Züchter: Hazera Genetics | j, o                                     |
| Vitango                                       |      | | j                                        |
| Vitara                                        |      | Züchter: Semillas Fito, S.A. | j, o                                     |
| Viteazi                                       |      | Züchter: Strelnicov, Tamara, Md, Mastacov, Anna, Md, Mastacov, Alecsii, Md | j, o                                     |
| Vitella                                       |      | | a, c, j                                  |
| Vitellio                                      |      | Züchter: Syngenta Crop Protection Ag | j, o                                     |
| Vitendo                                       |      | |                                          |
| Viteny Didej                                  |      | | c, g, h                                  |
| Vitex                                         |      | Züchter: Bhn Research | j                                        |
| Vitiosa (oder: Deformis / 2)                  |      | | g, h                                     |
| Vitjas 287                                    |      | | g, h                                     |
| Vitoria                                       |      | | j                                        |
| Vitosa                                        |      | | g, h                                     |
| Vitto                                         |      | Züchter: Syngenta Seeds B.V. | j, o                                     |
| Vittoria                                      |      | Züchter: Hazera Genetics | j, o                                     |
| Vittorino                                     |      | Züchter: Enza Zaden Beheer B.V. | j, o                                     |
| Vityaz (oder: Vitjas)                         |      | Züchter: Mashtakov Aleksej Alekseevich, Mashtakova Anna Harlampievna, Strel'Nikova Tamara Romanovna, Alekseev Yurij Borisovich                                                                                      | j                                        |
| Viuga                                         |      | | j, o                                     |
| Viuga F1                                      |      | | j                                        |
| Viva                                          |      | Züchter: Nirit Seeds, Izrael | c, j                                     |
| Viva Italia (oder: Vffn)                      |      | | c                                        |
| Viva Italia F1                                |      | | d                                        |
| Viva, Kentucky Heirloom                       |      | | d                                        |
| Vivaldi                                       |      | Züchter: Asgrow (It) | j, o                                     |
| Vivaro                                        |      | Züchter: Western Seed España, S.A. | j, o                                     |
| Vivat                                         |      | Züchter: Kozak Vladimir Ivanovich, Meshkov Aleksej Viktorovich, Pustovalova Svetlana Valentinovna | j, o                                     |
| Vivia                                         |      | | j, o                                     |
| Viviana                                       |      | Züchter: Clause - Tezier (Fr) | j                                        |
| Vividfort                                     |      | | j                                        |
| Vividus                                       |      | Züchter: Colombo Maurizio, Valanzuolo Stefano | j                                        |
| Viyella                                       |      | | j                                        |
| Viza                                          |      | | j, o                                     |
| Vizyon Rn                                     |      | | j                                        |
| Vjerino                                       |      | | c, d                                     |
| Vjerino Paradijz Sjeme                        |      | | c                                        |
| Vkus Detstva                                  |      | Züchter: Kachajnik Vladimir Georgievich, Gul'Kin Mihail Nikolaevich, Karmanova Olga Alekseevna, Matyunina Svetlana Vladimirovna                                                                                     | j                                        |
| Vkusnyj 3                                     |      | | g, h                                     |
| Vlad                                          |      | Züchter: Ignatova Svetlana Ilyinichna, Gorshkova Nina Sergeevna | c, d, j                                  |
| Vladimir                                      |      | Züchter: Gavrish Sergej Fedorovich, Morev Viktor Vasilievich, Amcheslavskaya Elena Valentinovna, Volok Olga Anatolievna                                                                                             | j                                        |
| Vladimir Velikij                              |      | Züchter: Lukiyanenko Anatolij Nikitovich, Dubinin Sergej Vladimirovich, Dubinina Irina Nikolaevna | j                                        |
| Vladivostokskij                               |      | | a, c, d                                  |
| Vladiwostokskij 39                            |      | | g, h                                     |
| Vladyka                                       |      | Züchter: Domanskaya Majya Konstantinovna, Gubko Valentina Nikolaevna, Salmina Irina Semenovna, Zhitnekovskaya Olga Alekseevna                                                                                       | j                                        |
| Vlamon                                        |      | | g, h                                     |
| Vlamon Cf                                     |      | | j                                        |
| Vlamona                                       |      | | j                                        |
| Vlastelin Stepej                              |      | Züchter: Dubinin Sergej Vladimirovich, Kirillov Mihail Ivanovich, Dubinina Irina Nikolaevna | j                                        |
| Vnuchek                                       |      | Züchter: Nastenko Nataliya Viktorovna, Kachajnik Vladimir Georgievich, Gul'Kin Mihail Nikolaevich | j                                        |
| Vnuchen'Ka                                    |      | Züchter: Myazina Lyubov' Anatolievna, Kudryavtseva Elizaveta Romanovna | j                                        |
| Vnuchkina Lyubov                              |      | Züchter: Lukiyanenko Anatolij Nikitovich, Dubinin Sergej Vladimirovich, Dubinina Irina Nikolaevna | j                                        |
| Vnuchok                                       |      | | c                                        |
| Vo 502                                        |      | | j                                        |
| Vo 505                                        |      | | j                                        |
| Vo 506 5656                                   |      | | j                                        |
| Vo 507                                        |      | | j                                        |
| Vo 509                                        |      | | j                                        |
| Voctor                                        |      | | g, h                                     |
| Vodar                                         |      | | c, d                                     |
| Vodoley (oder: Vodolej)                       |      | Züchter: D. Ganeva, G. Pevicharova, I. Nikolova, D. Yankova, H. Matev | j                                        |
| Vodopad                                       |      | Züchter: Mamedov Mubariz Isa Ogly, Kachajnik Vladimir Georgievich, Gul'Kin Mihail Nikolaevich | c, j                                     |
| Voevodina                                     |      | | j                                        |
| Vogue                                         |      | Züchter: Syngenta Seeds B.V. | j                                        |
| Vokal                                         |      | | c, d                                     |
| Volantis                                      |      | Züchter: Monsanto Vegetable Ip Management B.V. | j, o                                     |
| Volare                                        |      | | j                                        |
| Volcan                                        |      | Züchter: Asgrow Italia Vegetable Seeds Srl | j, o                                     |
| Volcanic                                      |      | | j                                        |
| Volga                                         |      | Züchter: Zeta Seeds, S.L. | j                                        |
| Volgoachtubinskij 455                         |      | | g, h                                     |
| Volgogadian                                   |      | | g, h                                     |
| Volgograd                                     |      | | d                                        |
| Volgograd 5/25                                |      | | g, h                                     |
| Volgogradets                                  |      | Züchter: Chulkov Nikolaj Ivanovich, Popova Liya Nikolaevna, Arinina Lidiya Petrovna, Popov Vladimir Ivanovich | j                                        |
| Volgogradskij                                 |      | | g, h                                     |
| Volgogradskij 323                             |      | | d                                        |
| Volgogradskij 5/95                            |      | | d, j                                     |
| Volgogradskij Early                           |      | | g, h                                     |
| Volgogradskij Skorospelka                     |      | | g, h                                     |
| Volgogradskij Skorospelyj 323                 |      | Züchter: Chulkov Nikolaj Ivanovich, Popova Liya Nikolaevna, Arinina Lidiya Petrovna, Chulkova Valentina Stepanovna                                                                                                  | j                                        |
| Volicia                                       |      | Züchter: Rijk Zwaan Zaadteelt En Zaadhandel B.V. | j, o                                     |
| Vollendung                                    |      | Züchter: Van Waveren Saaten GmbH | j, o                                     |
| Volleyball                                    |      | Züchter: Eugen Seed S.R.L. | j                                        |
| Volna                                         |      | Züchter: Gavrish Sergej Fedorovich, Morev Viktor Vasilievich, Amcheslavskaya Elena Valentinovna, Volok Olga Anatolievna                                                                                             | j                                        |
| Vologda                                       |      | Züchter: Gavrish Sergej Fedorovich, Morev Viktor Vasilievich, Amcheslavskaya Elena Valentinovna, Volok Olga Anatolievna                                                                                             | j                                        |
| Vologda Grad                                  |      | Züchter: Ignatova Svetlana Ilyinichna, Gorshkova Nina Sergeevna, Tereshonkova Tatiyana Arkadievna | j                                        |
| Volonta                                       |      | Züchter: Nunhems B.V. | j                                        |
| Volos                                         |      | | j                                        |
| Volov'I Ushi                                  |      | Züchter: Kotel'Nikova Marina Aleksandrovna, Kondakov Sergej Nikolaevich | j                                        |
| Volovie Serdtse                               |      | Züchter: Vasilevskij Viktor Anatolievich, Nalizhityj Vladimir Maksimovich, Korotkov Sergej Anatolievich, Dynnik Anatolij Vasilievich                                                                                | d, j                                     |
| Volovie Serdtse Rozovoe                       |      | Züchter: Nastenko Nataliya Viktorovna, Kachajnik Vladimir Georgievich, Gul'Kin Mihail Nikolaevich | j                                        |
| Volovie Ukho                                  |      | | c,d                                      |
| Volovo Srce                                   |      | | c, d                                     |
| Volovsko Srce                                 |      | Züchter: Sativa Coop (It) | j, o                                     |
| Volovsko Srce Val                             |      | | c, d                                     |
| Volpino                                       |      | Züchter: Syngenta Crop Protection Ag | j                                        |
| Volshebnaya Arfa                              |      | Züchter: Gorshkova Nina Sergeevna, Tereshonkova Tatiyana Arkadievna, Klimenko Nikolaj Nikolaevich | j                                        |
| Volshebnik                                    |      | Züchter: Zhidkova Valentina Andreevna, Mihed Valentina Stepanovna, Altuhov Yurij Petrovich, Arhipova Tatiyana Petrovna                                                                                              | j                                        |
| Volshebnyj Kaskad                             |      | Züchter: Lukiyanenko Anatolij Nikitovich, Dubinin Sergej Vladimirovich, Dubinina Irina Nikolaevna | j                                        |
| Voltage                                       |      | | j                                        |
| Volume                                        |      | Züchter: Nunza Bv | j, o                                     |
| Voluptuoso                                    |      | Züchter: Clause (Fr) | j                                        |
| Volynsky                                      |      | | g, h                                     |
| Volzhskij                                     |      | | j                                        |
| Von Edith                                     |      | | n                                        |
| Voortrekker                                   |      | | j, o                                     |
| Vorderer Orient 2                             |      | | f                                        |
| Vorian                                        |      | Züchter: Seminis Veget.Seeds Inc | j, o                                     |
| Vorian Ps                                     |      | Züchter: Seminis Veget.Seeds Inc | j                                        |
| Vorlon                                        |      | | c, d                                     |
| Vorobushek                                    |      | Züchter: Ignatova Svetlana Ilyinichna, Gorshkova Nina Sergeevna, Tereshonkova Tatiyana Arkadievna | j                                        |
| Vorzugstomate                                 |      | | n                                        |
| Voshod                                        |      | Züchter: Tarasenkov Ivan Illarionovich, Bekov Rustam Hizrievich, Gish Ruslan Ajdamirovich, Sanina Olga Garievna | j                                        |
| Voshod Vniissoka                              |      | Züchter: Kondratieva Irina Yurievna, L'Vova Alina Yurievna, Ahmedova Bade Abdulovna, Engalychev Myazar Rinatovich                                                                                                   | j                                        |
| Voskhod 119                                   |      | | g, h                                     |
| Vostochnyj Bazar                              |      | Züchter: Andreeva Evgeniya Nikolaevna, Nazina Sofiya Luisovna, Ushakova Mariya Ivanovna, Andreeva Anzhelika Nikolaevna                                                                                              | j                                        |
| Vostok                                        |      | | j                                        |
| Vostok 36                                     |      | | g, h                                     |
| Vostorg                                       |      | Züchter: Zhidkova Valentina Andreevna, Mihed Valentina Stepanovna, Altuhov Yurij Petrovich | j                                        |
| Vostorzhennyj                                 |      | Züchter: Boeva Tamara Vasilievna, Bajrambekov Shamil' Bajrambekovich | j                                        |
| Vova                                          |      | | c, d                                     |
| Vova Putin                                    |      | | c, d                                     |
| Vova Yellow                                   |      | | c, d                                     |
| Vovchik                                       |      | Züchter: Nastenko Nataliya Viktorovna, Kachajnik Vladimir Georgievich, Kandoba Aleksej Viktorovich | j                                        |
| Voyage                                        |      | Züchter: Domaine Public (Fr) | d, j                                     |
| Voyager                                       |      | | j                                        |
| Voyazh                                        |      | Züchter: Ognev Valerij Vladimirovich, Maksimov Sergej Vasilievich, Klimenko Nikolaj Nikolaevich, Kostenko Aleksandr Nikolaevich, Sergeev Vladimir Valerievich                                                       | j                                        |
| Vozhd' Krasnokozhih                           |      | Züchter: Dederko Vladimir Nikolaevich, Postnikova Olga Valentinovna | j                                        |
| Vp 1                                          |      | Züchter: Vilmorin Sa (Fr) | j, k, o                                  |
| Vp 1 F1                                       |      | | j                                        |
| Vp 2                                          |      | Züchter: Vilmorin S.A. | j, o                                     |
| Vp Lova                                       |      | Züchter: Superior D.O.O | j                                        |
| Vp Maraton                                    |      | Züchter: Superior D.O.O | j                                        |
| Vp Roker                                      |      | Züchter: Superior D.O.O | j                                        |
| Vp S-Beef                                     |      | Züchter: Superior D.O.O | j                                        |
| Vp Uragan                                     |      | Züchter: Superior D.O.O | j                                        |
| Vp Viva                                       |      | | j                                        |
| Vrbicanske Nizke                              |      | | c, d, j                                  |
| Vremo-Moneymaker                              |      | | j                                        |
| Vreugdtom                                     |      | Züchter: Plantenkwekerij Vreugdenhil B.V. | j                                        |
| Vsemil                                        |      | | j                                        |
| Vspyshka                                      |      | Züchter: Dubinin Sergej Vladimirovich, Kirillov Mihail Ivanovich | j, o                                     |
| Vt 60774                                      |      | Züchter: Zeraim Gedera Ltd. | j                                        |
| Vt 60781                                      |      | Züchter: Syngenta Crop Protection Ag | j                                        |
| Vt 60782                                      |      | | j                                        |
| Vt 60788                                      |      | | j                                        |
| Vt 60790                                      |      | | j                                        |
| Vt 62966                                      |      | Züchter: Syngenta Crop Protection Ag | j                                        |
| Vtm 215                                       |      | Züchter: Hosobuchi Yuji, Sakuraba Haruna, Yoshida Akemi | j, o                                     |
| Vtm 217                                       |      | Züchter: Hosobuchi Yuji | j, o                                     |
| Vuk                                           |      | | j                                        |
| Vulcan                                        |      | Züchter: Peotec Seeds Srl | j, o                                     |
| Vulcan F1                                     |      | Züchter: Nunhems | j, k                                     |
| Vulcanic                                      |      | | j                                        |
| Vulcanico                                     |      | | j, o                                     |
| Vulcanino                                     |      | Züchter: Tera Seeds Srl Cons. | j                                        |
| Vulcano                                       |      | Züchter: Clause Semences Sa (Fr) | j                                        |
| Vulcanos                                      |      | | j                                        |
| Vulkanus                                      |      | | j                                        |
| Vulvex                                        |      | | j                                        |
| Vunderkind                                    |      | | j                                        |
| Vuslat                                        |      | | j                                        |
| Vyatich                                       |      | Züchter: Motov Viktor Mihajlovich, Platunov Oleg Alekseevich | j                                        |
| Vyeesa                                        |      | | g, h                                     |
| Vyskochka                                     |      | Züchter: Selekcijos Ir Seklininkystes Firma „Manul“ | j, o                                     |
| Vzryv                                         |      | Züchter: Kozak Vladimir Ivanovich | d, j                                     |